# Andinoacara stalsbergi
Andinoacara stalsbergi es una especie de pez de la familia Cichlidae en el orden de los Perciformes.

## Distribución geográfica
Se encuentran en los ríos y lagos en la costa de Piura hasta Ica, en Perú.